# Pål Angell-Hansen
Pål Angell-Hansen (16 maggio 1925 – 23 settembre 1990) è stato un calciatore norvegese, di ruolo attaccante.

## Carriera

### Club
Angell-Hansen vestì la maglia del Frigg.

### Nazionale
Disputò una partita per la Norvegia. Il 30 agosto 1953, infatti, fu in campo in occasione del successo per 1-4 contro la Finlandia, sfida in cui mise a segno una rete.